# Коровка сосновая
Коровка сосновая (лат. Harmonia quadripunctata) — вид божьих коровок, обитающий в Европе, в восточной части Палеарктики на Ближнем Востоке и в Северной Америке. Питается различными видами тли, такими как Lachnus pinicola, Pineus pini и Cinara pilicornis. Можно встретить с марта по октябрь. Зимуют скоплениями в коре лиственных и хвойных деревьев, таких как тополя и сосны.

## Описание
Жуки с умеренно выпуклым телом длиной 5,0—6,5 мм. Переднеспинка светло-жёлтая с 11-ю пятнами, которые иногда частично сливаются друг с другом. Эпистернум среднегруди белый. На каждом надкрыльях по восемь чёрных пятен или только по два пятна на боковом крае.
Обитает в хвойных и смешанных лесах питается тлями, в том числе Pineus pini и Cinara pinicola. Привлекается светом в тёмное время суток. В течение жизни жук съедает около 40 тлей.
Яйца жёлтой окраски и длиной 1—1,5 мм, шириной 0,3—05 мм. Самки откладывают их либо поодиночке либо группами по 5—7 штук. Выход личинок из яйца происходит на 5—7 сутки.
У личинки тело покрыто щетинками, которые на голове расположены полукругом. У личинок IV возраста на теле имеется три ряда жёлтых точек, которые сливаясь формируют три полосы. Срединная полоса самая широкая. Длинельность развития личинки от 14 до 17 дней.

## Подвиды
К подвидам относятся:
- Harmonia quadripunctata var. sordida Weise, 1879
- Harmonia quadripunctata var. nebulosa Weise, 1879
- Harmonia quadripunctata var. abieticola Weise, 1885
- Harmonia quadripunctata var. pinastri Weise, 1879
- Harmonia quadripunctata var. rustica Weise, 1879
- Harmonia quadripunctata var. multimaculata Heyden
- Harmonia quadripunctata var. sedecimpunctata (Fabricius, 1781)

## Галерея
- Полиморфизм у Harmonia quadripunctata
- Harmonia quadripunctata – красноватого цвета
- Harmonia quadripunctata – желтоватого цвета
- Яйца
- Личинка
- Куколка